# Altweltliche Ährenfische
Die Altweltlichen Ährenfische (Atherinidae) sind kleine, meist silbrig glänzende Knochenfische, die drei bis zwanzig Zentimeter lang werden. Sie leben im Süßwasser und an den Meeresküsten des westlichen Indopazifik, des Atlantik und des Mittelmeers. Mit Ausnahme von drei Arten, die an den Küsten des westlichen Atlantik von Florida bis an die Küste Brasiliens bzw. der kubanischen Küste leben, sind alle Ährenfische Bewohner der Alten Welt. Altweltliche Ährenfische fressen Zooplankton. 

## Merkmale
Altweltliche Ährenfische haben zwei auseinanderstehende Rückenflossen, die erste mit zwei bis fünf Hartstrahlen, die zweite, genau wie die Afterflosse, mit einem Hartstrahl, gefolgt von Weichstrahlen. Die Brustflossen sitzen hoch am Rumpf. Die Oberseite des Kopfes ist abgeflacht, die Augen sind groß, das schrägstehende Maul klein. Ein silbriges Band entlang der Seiten kennzeichnet die Familie, ein Seitenlinienorgan fehlt. Der Körper ist oft durchscheinend, die Schuppen fallen leicht ab. Im Englischen haben sie den Namen „Old World Silversides“.

## Innere Systematik
Es gibt vier Unterfamilien, zwölf valide Gattungen und ca. 60 Arten. Die Atherinomorinae sind die Schwestergruppe einer Klade aus anderen Unterfamilien. 
Etwa hundert Arten, die früher der Familie zugeordnet wurden, werden heute in die neu geschaffene Familie der Neuweltlichen Ährenfische (Atherinopsidae) gestellt.
Die ausgestorbene Gattung Hemitrichas † Peters, 1877, die vom Eozän bis zum Miozän weit verbreitet war, wird ebenfalls in die Familie der Atherinidae gestellt.
- Ährenfische (Atherinidae)
  - Unterfamilie Atherinomorinae
    - Gattung Alepidomus

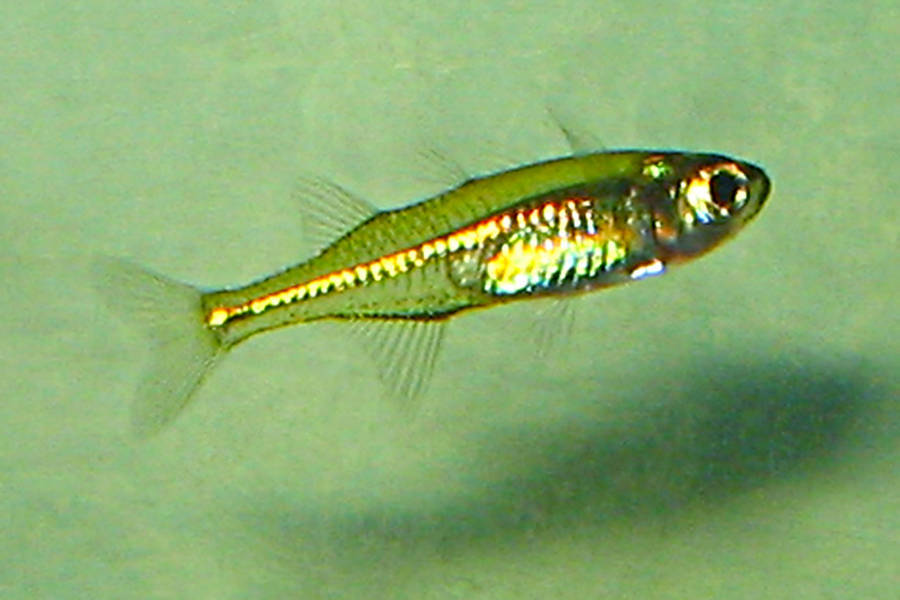
Alepidomus evermanni

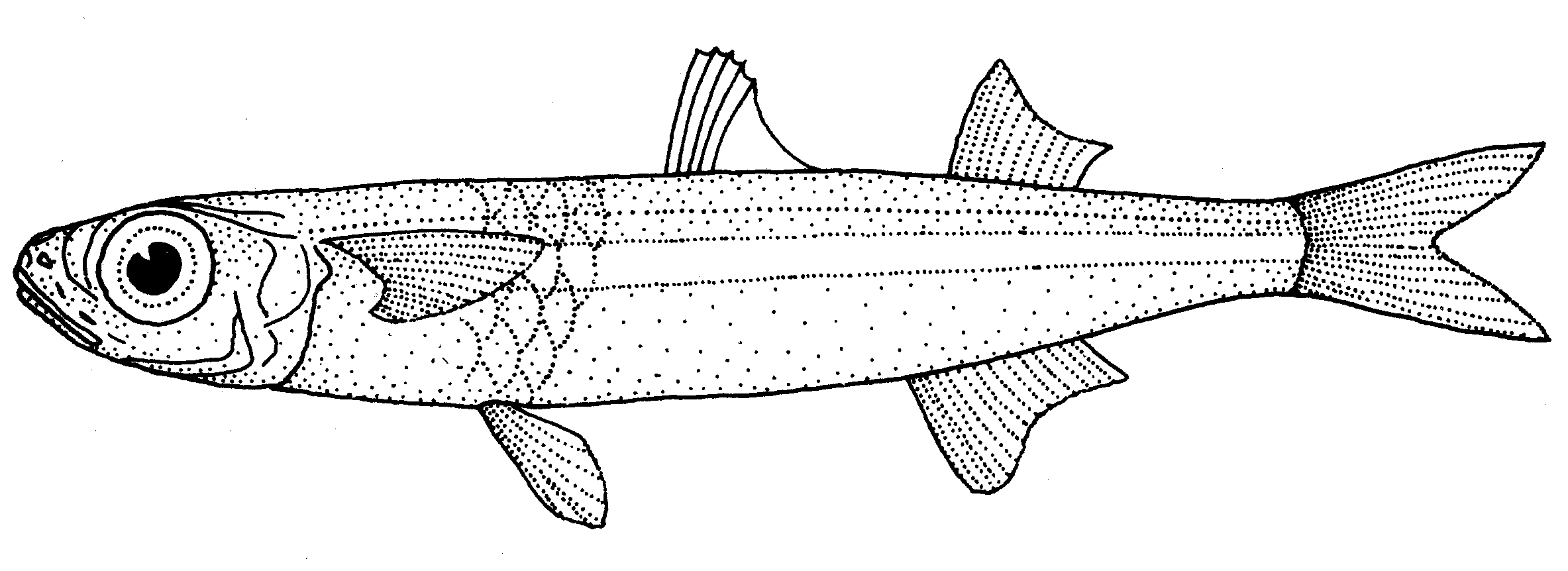
Atherinomorus lacunosus

      - Alepidomus evermanni Eigenmann, 1903

    - Gattung Atherinomorus Fowler, 1903
      - Atherinomorus capricornensis Woodland, 1961
      - Atherinomorus endrachtensis Quoy & Gaimard, 1825
      - Atherinomorus forskalii (Rüppell, 1838)
      - Atherinomorus insularum Jordan & Evermann, 1903
      - Atherinomorus lacunosus Forster, 1801
      - Atherinomorus lineatus Günther, 1872
      - Atherinomorus regina Seale, 1910
      - Atherinomorus stipes Müller & Troschel, 1848
      - Atherinomorus vaigiensis Quoy & Gaimard, 1825

    - Doboatherina Sasaki & Kimura, 2019[1]
      - Doboatherina aetholepis (Kimura, Iwatsuki & Yoshino, 2002)
      - Doboatherina balabacensis (Seale, 1910)
      - Doboatherina bleekeri (Günther 1861)
      - Doboatherina duodecimalis (Valenciennes, 1835)
      - Doboatherina iwatsukii Sasaki & Kimura, 2019
      - Doboatherina magnidentata Sasaki & Kimura, 2019
      - Doboatherina salangensis Sasaki & Kimura, 2019
      - Doboatherina valenciennei (Bleeker, 1853)
      - Doboatherina woodwardi (Jordan & Starks, 1901)
      - Doboatherina yoshinoi Sasaki & Kimura, 2019

    - Gattung Hypoatherina Schultz, 1948[2]
      - Hypoatherina barnesi Schultz, 1953
      - Hypoatherina gobio (Klunzinger, 1884)
      - Hypoatherina golanii Sasaki & Kimura, 2012
      - Hypoatherina klunzingeri (Smith, 1965)
      - Hypoatherina lunata Sasaki & Kimura, 2012
      - Hypoatherina panatela (Jordan & Richardson, 1908)
      - Hypoatherina temminckii Bleeker, 1853
      - Hypoatherina tropicalis Whitley, 1948
      - Hypoatherina tsurugae Jordan & Starks, 1901
      - Hypoatherina uisila (Jordan & Seale, 1906)

    - unbeschriebene Gattung[2]
      - “Hypoatherina” celebesensis Sasaki & Kimura, 2012

    - Gattung Teramulus
      - Teramulus kieneri Smith, 1965
      - Teramulus waterloti Pellegrin, 1932

  - Unterfamilie Craterocephalinae
    - Gattung Hartköpfchen (Craterocephalus)
      - Craterocephalus amniculus Crowley & Ivantsoff, 1990
      - Craterocephalus capreoli Rendahl, 1922
      - Craterocephalus centralis Crowley & Ivantsoff, 1990
      - Craterocephalus cuneiceps Whitley, 1944
      - Craterocephalus dalhousiensis Ivantsoff & Glover, 1974
      - Craterocephalus eyresii Steindachner, 1883
      - Craterocephalus fistularis Crowley, Ivantsoff & Allen, 1995
      - Craterocephalus fluviatilis McCulloch, 1912
      - Craterocephalus gloveri Crowley & Ivantsoff, 1990
      - Craterocephalus helenae Ivantsoff, Crowley & Allen, 1987
      - Craterocephalus honoriae Ogilby, 1912
      - Craterocephalus kailolae Ivantsoff, Crowley & Allen, 1987
      - Craterocephalus lacustris Trewavas, 1940
      - Craterocephalus laisapi Larson, Ivantsoff & Crowley, 2005
      - Craterocephalus lentiginosus Ivantsoff, Crowley & Allen, 1987
      - Craterocephalus marianae Ivantsoff, Crowley & Allen, 1987
      - Craterocephalus marjoriae Whitley, 1948
      - Craterocephalus mugiloides McCulloch, 1912
      - Craterocephalus munroi Crowley & Ivantsoff, 1988
      - Craterocephalus nouhuysi Weber, 1910
      - Craterocephalus pauciradiatus (Günther, 1861)
      - Craterocephalus pimatuae Crowley, Ivantsoff & Allen, 1991
      - Craterocephalus randi Nichols & Raven, 1934
      - Craterocephalus stercusmuscarum Günther, 1867
      - Craterocephalus stramineus Whitley, 1950

    - Gattung Sashatherina
      - Sashatherina giganteus Ivantsoff & Allen, 2011

  - Unterfamilie AtherininaeAtherina boyeri
    - Gattung Atherina Linnaeus, 1758
      - Atherina boyeri Risso, 1810

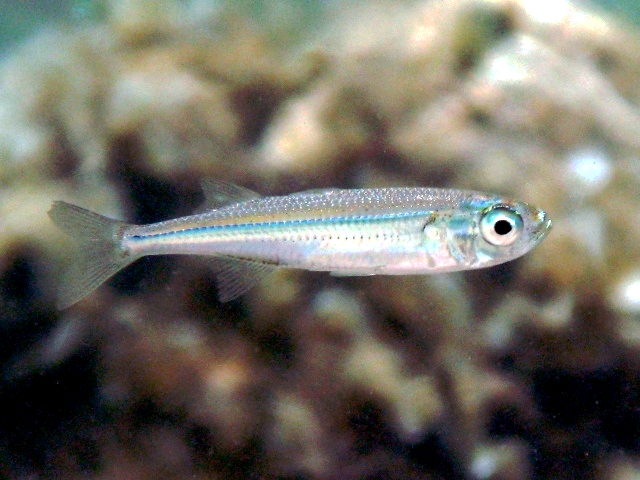
Atherina boyeri

      - Atherina breviceps Valenciennes, 1835
      - Atherina hepsetus Linnaeus, 1758
      - Atherina lopeziana Rossignol & Blache, 1961
      - Atherina presbyter Cuvier, 1829

    - Gattung Atherinason
      - Atherinason hepsetoides Richardson, 1843

    - Gattung Atherinosoma
      - Atherinosoma elongata Klunzinger, 1879
      - Atherinosoma microstoma Günther, 1861

    - Gattung Kestratherina
      - Kestratherina brevirostris Pavlov, Ivantsoff, Last & Crowley, 1988
      - Kestratherina esox Klunzinger, 1872

    - Gattung Leptatherina
      - Leptatherina presbyteroides Richardson, 1843
      - Leptatherina wallacei Prince, Ivantsoff & Potter, 1982

  - Unterfamilie Bleheratherininae 
    - Gattung Bleheratherina
      - Bleheratherina pierucciae Aarn & Ivantsoff, 2009